# Skönabäck naturvårdsområde
Skönabäck naturvårdsområde är ett naturvårdsområde (som sedan 1998 likställs med naturreservat) i Skurups kommun. 
Naturvårdsområdet bildades 1982 och omfattar 18 hektar. Det ligger strax öster om Skönabäck och består av ädellövskog omkring Borgasjön samt större delen av sjön.